# Francis G. Tresham

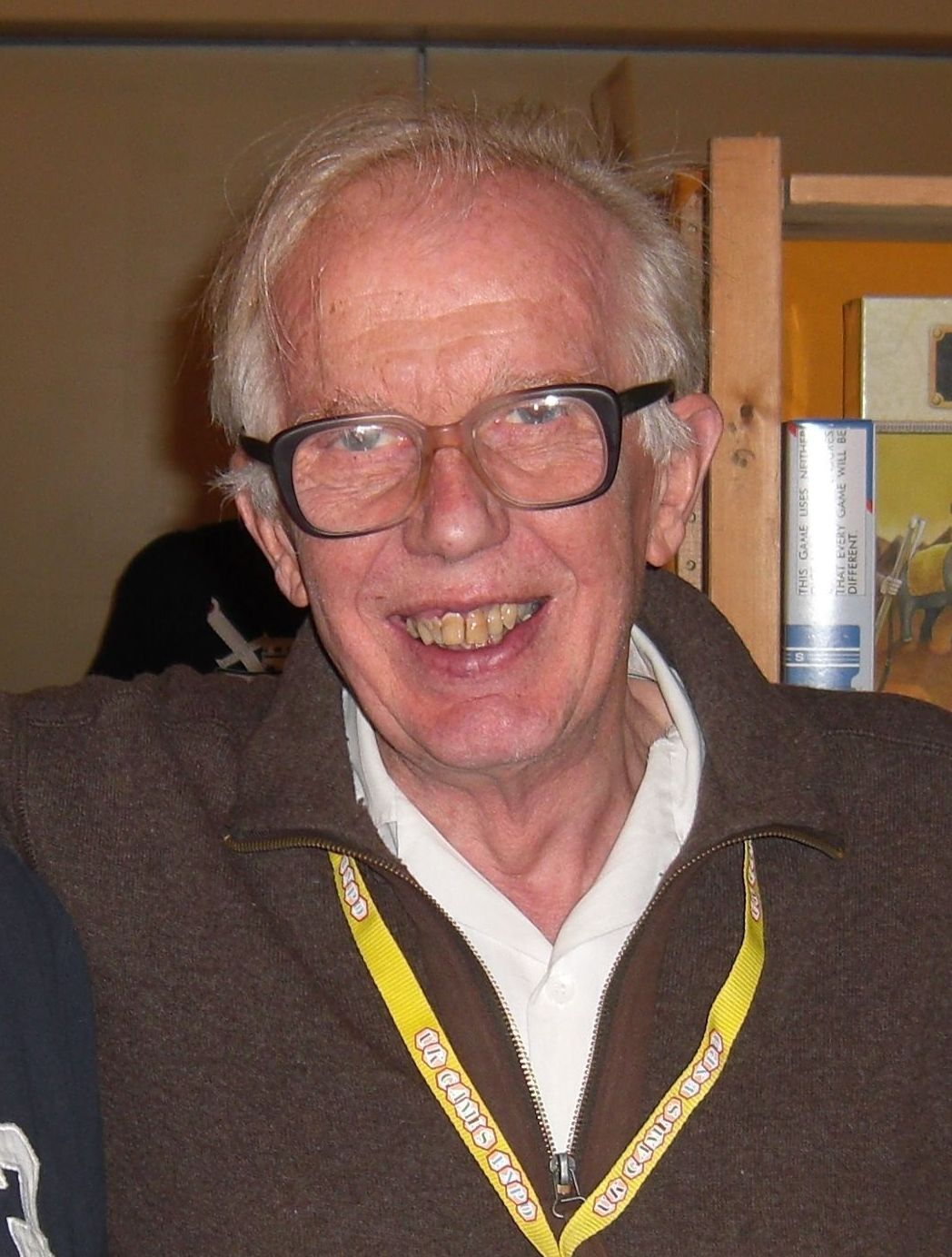
Francis G. Tresham (2011)

Francis G. Tresham (* 1936; † 23. Oktober 2019) war ein britischer Spieleautor. Bekannt wurde er als Begründer der 18XX-Reihe, die sich mit der Entwicklung der Eisenbahn in verschiedenen Ländern beschäftigt, und durch das Brettspiel Civilization, welches die Entwicklung des Computerspiels Civilization beeinflusste.
Anfang der 1970er gründete Tresham Hartland Trefoil, um seine Spiele zu vermarkten. Diese Firma wurde 1998 durch MicroProse gekauft, um die Namensrechte an Civilization sowohl für Computerspiele als auch für Brettspiele zu erhalten. Im selben Jahr gründete Tresham den Verlag Tresham Games (Northampton, England), um weitere Spiele aus der 18XX-Reihe vermarkten zu können.

## Ludographie
- 1974: 1829 (Hartland Trefoil; England-Karte)
- 1975: The Game of Ancient Kingdoms (Hartland Trefoil)
- 1980: Civilization (verschiedene Verlage)
- 1981: 1829 Northern Board (Hartland Trefoil; Norden Großbritanniens/Schottland)
- 1983: Shocks & Scares (Gibsons Games)
- 1984: Spanish Main (Hartland Trefoil)
- 1986: 1830 (Avalon Hill; USA-Karte)
- 1989: 1853 (Hartland Trefoil; Indien-Karte)
- 1994: 1825 (Hartland Trefoil; England-Karte)
- 1999: 1825 (Tresham Games; England-Karte)
- 2004: Revolution: The Dutch Revolt 1568-1648 (Mayfair Games, Phalanx Games)
- 2005: 1829 Mainline (Tresham Games)

## Auszeichnungen
- Der Goldene Pöppel
  - 1979: 3. Platz für 1829
- Origins Award
  - 1982: für Civilization